# Questa Vita
Questa Vita è un saggio di Vito Mancuso, edito nell'aprile del 2015 dalla Garzanti nella collana Saggi.

## Struttura e tematiche.
L'opera è "un piccolo inno alla vita", che si svolge attorno ai tre temi del sottotitolo: conoscere, nutrire, proteggere. Ha un capitolo iniziale e tre che trattano gli argomenti citati.

### L'introduzione (Acqua, aria, cibo e alcune domande)
Considerando che la vita è essenzialmente respiro e alimentazione, sottolinea che bisogna essere animati da un vero sentimento di ringraziamento verso questo fenomeno e ciò che l'ha reso e lo rende possibile; che è necessario ripristinare un rapporto corretto con il pianeta a livello ecologico, rinnovare il modo con cui ci poniamo nel cosmo e lo stile delle relazioni con gli altri viventi, vedere tutto in un universo bioamichevole, dove la vita è conseguenza della logica che lo governa. Si tratta di un rinnovamento della spiritualità secondo tre prospettive: alimentazione non-violenta, giustizia, ecologia.

### Il primo capitolo (Conoscerla)
È un corposo argomento di grande interesse e spessore che si sviluppa in ben tredici paragrafi. Parte dalla premessa che la vita è cura, intesa sia come premura che come preoccupazione, espressione della dialettica propria di tutti i fenomeni vitali fatta di contrazione ed espansione; ed è relazione, un divenire di inquietudine ed affanno che evidenzia come tutti gli esseri umani siano bisognosi di cura, infatti il porre ordine e curare è un'attività connaturata alla vita, legata alla sua logica di aggregazione mediante relazione. Questa caratteristica, che comprende momenti di lotta ma nella sua essenza è armonia e cooperazione, ha il suo vertice nella cura delle madri dei viventi verso i loro piccoli, nella quale Vito Mancuso coglie "l'intima essenza della vita", sottolineando che è necessario che se ne conoscano tutti gli aspetti, se ne consideri l'origine e la nascita in essa della libertà. Sull'origine della vita la teoria più accreditata è quella che la vede come emersione di qualcosa di inedito mediante aggregazione, risultato di una tendenza insita nella natura verso la crescita dell'informazione. I dati della scienza sul fenomeno vita permettono al teologo di affermare: "Io credo che non è stato un caso che la vita si sia originata; la vita doveva sorgere, perché la vita, e l'intelligenza che da essa promana, sono il logico approdo di una materia che non è per nulla inerte, ma è sempre al lavoro, perché è originariamente energia" (pp. 44-45) e di elaborare la sua filosofia della natura che colloca l'evoluzione alla base della natura e della vita, considera la tendenza della materia all'aggregazione e della vita a forme sempre più complesse, vede nella natura fenomeni di violenza ma anche di cooperazione e di sistema, tutti rispondenti alla logica vitale. Questa filosofia, definita “ottimismo drammatico”, è espressa nella formula: “logos + caos = pathos”, dove il logos è la logica informativa, il caos è lo stato originario dell'energia, entrambi uniti in un processo non lineare che richiede sempre lavoro, quindi pathos, ma anche produzione di energia preziosa che fa nascere la nostra libertà. Secondo Vito Mancuso questa dialettica di continua fecondazione dipende dal fatto che l'essere non è compiuto, che è abitato da uno slancio che lo porta a costruire nuove relazioni, alla ricerca di una complessità e un'organizzazione sempre crescente. Queste nuove acquisizioni evidenziano una linea che procede dal basso verso l'alto, ci dicono che le informazioni, di cui siamo costituiti, non vengono solo dal patrimonio ereditario ma anche dalle nostre relazioni con l'ambiente, che ogni singola cellula ha in sé un centro di sintesi e di elaborazione, la mente; che ogni essere vivente è formato di energia, che si materializza ed abbiamo il corpo, che rimane libera ed abbiamo la psiche, che è libertà e creatività e abbiamo lo spirito, proprio dell'uomo. Ci dicono infine che ognuno di noi come essere unitario, va pensato come persona, prodotto di una relazione che assume dei ruoli, che, se sono svolti con responsabilità, permettono la maturazione della personalità di ciascuno. Noi infatti siamo un sistema che non ha uguali nel mondo conosciuto.

### Il secondo capitolo (Nutrirla)
Parla, in sei paragrafi, del nostro compito di nutrire la vita. Noi abbiamo bisogno di assumere sia energia sia informazione per ogni nostra dimensione - il corpo, la psiche e lo spirito – ognuna molto condizionata dall'alimentazione ed tra di loro. 
Il corpo, oltre all'aria per cui ci nutre il cosmo, ha bisogno di alimentazione e nutrizione, mentre l'informazione è assunta dagli stessi alimenti, dalla loro preparazione e da altre vie che vanno dalla dieta, all'attività fisica, all'igiene. Tutti considerati con attenzione per il legame con il comportamento. 
Per la psiche c'è da sottolineare la relazione con la fisicità, il valore di tutta la gamma delle emotività che devono trovare il giusto equilibrio, la particolare emozione dell'amore, i sentimenti negativi, quelli che vengono dalle varie forme di intrattenimento, quelli che costituiscono le fonti del caos, di cui pure abbiamo bisogno, le situazioni distruttive verso cui la psiche è attratta ed infine i fenomeni della noia, del disamore e della depressione. Le informazioni, che vengono dalla “saggezza”, dal “discernimento”, dalla “prudenza”, rappresentano il controllo della  spinta emotiva. In particolare la saggezza, intesa come la capacità di discernere in funzione del retto pensare e del retto agire, è l'istruzione impartita dalla vita, l'intuizione istintiva dell'equilibrio e dell'armonia.
Il nutrimento dello spirito è ambiguo perché può accrescere il caos ma lo può anche ordinare, cosa che fa dell'essere umano l'unico capace di andare al di là della determinazione naturale e di introdurre nel sistema ordine o disordine. Lo spirito si nutre di passioni ideali, che pure se diverse dalle passioni psichiche non escludono il corpo, delle tecniche della meditazione col nesso cervello-mente-coscienza, ma ha bisogno anche di energia caotica, data dai culti e dai riti, nella forma collettiva, dagli eventi sportivi, politici o aziendali, infatti la libertà ha bisogno del calore dell'entusiasmo al di là di ogni controllo razionale. Il nutrimento come informazione viene dalla sapienza, che va al di là dell'uso ordinato e giusto della conoscenza acquisita. 
Una caratteristica della nutrizione è il mantenimento del caos che deve sussistere insieme al logos per cui se dobbiamo assumere informazione, dobbiamo anche far sì che non venga rimosso completamente il caos, insomma occorre una "instabilità dinamica", di forze volte all'ordine e al disordine. Importante è che il livello dell'informazione rimanga aperto, anzi questa apertura dovrà essere ampia secondo la struttura vitale del sistema.

### Il terzo capitolo (Proteggerla. Per una nuova spiritualità)
Delinea la nuova spiritualità dell'alimentazione da impostare sulla consapevolezza dell'interdipendenza tra tutti i viventi, sulla giustizia e sull'ecologia. Il nostro tempo è maturo per comprendere che c'è un rapporto organico tra tutti gli esseri viventi, per cui si alimenta la vita in tutte le sue dimensioni solo se si cura anche la loro. Il percorso non è semplice poiché nel rapporto tra gli esseri umani e le piante e gli animali c'è sempre una dimensione strumentale e resta impossibile sfuggire del tutto alla violenza, però possiamo mitigarla con un'alimentazione che favorisca il cammino verso la relazione armoniosa con tutte le forme di vita. Questo è possibile con l'alimentazione vegetariana che Vito Mancuso definisce una "nobile forma di riverenza verso la vita" e che tratta in un'ampia parte del paragrafo Relazione con tutti gli esseri viventi: interdipendenza e alimentazione non-violenta. Inoltre la possiamo mitigare diventando fonte di cibo per la psiche e lo spirito degli altri, coltivando il senso della giustizia, che è uno dei principali alimenti di cui la nostra vita ha bisogno. Un'altra mentalità è auspicata per la difesa del pianeta e fermare l'erosione del patrimonio ecologico. Vito Mancuso si augura che possa emergere una spiritualità consapevole che il nostro pianeta è malato, poiché la nostra filosofia di vita è stata all'insegna dell'accumulo e del consumo considerando la natura come materia inerte. La possibilità di salvezza consiste nel cambiamento della mentalità, in una nuova visione della Terra considerandola come un organismo vivente, capace di autoregolarsi e in una nuova visione della natura considerandola come risultato di una logica di aggregazione e che promuova un nuovo stile di vita. Occorre una purificazione del nostro modo di pensare, che consideri l'uomo anche come un essere materiale e il mondo anche come un essere spirituale, nella consapevolezza che una dimensione ha bisogno dell'altra. Occorre quindi una nuova sensibilità ecologica in grado di trasformare la visione della biologia in “biologia filosofica” nella coscienza dell'interconnessione di ogni ente con il tutto e dell'interdipendenza che ne consegue. Occorre promuovere una filosofia di vita e una spiritualità in grado di dare importanza alla logica che preside l'evoluzione nell'aggregazione sistemica. Trovare quindi un accordo tra etica e sapere, "liberarsi dall'ego" che non significa non curare la propria interiorità e non amare se stessi, significa invece che il valore di un essere umano non dipende da ciò che esso ha, da ciò che sa, e neppure da ciò che è, ma dipende dalla misura in cui l'ego è giunto a trascendersi “perché si è posto al servizio di qualcosa di più grande e di più importante”

## Edizioni
Vito Mancuso, Questa vita ,Milano, Garzanti, 2015 
Vito Mancuso, Questa vita, Feltre, lettore: Ezio Bianchi, Centro Internazionale del Libro Parlato, 2015